# Мішель Гаймберг
Міше́ль Га́ймберг (нім. Michelle Heimberg; нар. 2 червня 2000) — швейцарська стрибунка у воду.
Учасниця Олімпійських Ігор 2020 року.
Призерка Чемпіонату Європи з водних видів спорту 2020 року.